# Чапаев (Ростовская область)
Чапа́ев — хутор в Белокалитвинском районе Ростовской области.
Входит в состав Богураевского сельского поселения.

## География
Хутор находится на расстоянии 25 км (по автодорогам) к югу от города Белая Калитва, административного центра района.

## История
В 1937 году постановлением Президиума ВЦИК хутор Каменев переименован в Чапаев.

## Население
| 1989 | 2002  | 2010 |
| ---- | ----- | ---- |
| 1253 | ↘1202 | ↘965 |

## Улицы
| - ул. 55 лет Победы, - ул. Мельничная, - ул. Молодёжная, - ул. Охотничья, - ул. Позднышева, | - ул. Раздольная, - ул. Фигурная, - ул. Хлебная, - ул. Чапаева. |

## Достопримечательности
Территория Ростовской области была заселена ещё в эпоху неолита. Люди, живущие на древних стоянках и поселениях у рек, занимались в основном собирательством и рыболовством. Степь для скотоводов всех времён была бескрайним пастбищем для домашнего рогатого скота. От тех времен осталось множество курганов с захоронениями жителей этих мест. Курганы и курганные группы находятся на государственной охране.
Поблизости от территории хутора расположено несколько достопримечательностей — памятников археологии. Они охраняются в соответствии с Федеральным законом от 25.06.2002 N 73-ФЗ «Об объектах культурного наследия (памятниках истории и культуры) народов Российской Федерации», Областным законом от 22.10.2004 N 178-ЗС «Об объектах культурного наследия (памятниках истории и культуры) в Ростовской области», Постановлением Главы администрации РО от 21.02.97 N 51 о принятии на государственную охрану памятников истории и культуры Ростовской области и мерах по их охране и др.
- «Архипкино I» и «Архипкино II» кочевье, расположено в 3 км к юго-востоку от хутора;
- «Ореховское I» кочевье, расположено в 3 километрах к востоку от хутора;
- «Ореховское II» кочевье, расположено в 4 километрах к северо-востоку от хутора[5].